# Anonidium laurentii
Anonidium laurentii är en kirimojaväxtart som först beskrevs av Adolf Engler och Friedrich Ludwig Diels, och fick sitt nu gällande namn av Adolf Engler och Friedrich Ludwig Diels. Anonidium laurentii ingår i släktet Anonidium och familjen kirimojaväxter. Inga underarter finns listade i Catalogue of Life.